# 比斯科維奇
49°32′20″N 23°9′21″E / 49.53889°N 23.15583°E
比斯科維奇（烏克蘭語：Бісковичі）是烏克蘭西部利維夫州桑博爾區比斯科維奇市鎮的村莊，也是該市鎮的行政中心。比斯科維奇始建於1442年，面積11.54平方公里，海拔高度304米，該城鎮人口2,413。